# Веце (аеропорт)
Аеропорт Веце або Аеропорт Нижнього Рейну. (нім. Der Flughafen Weeze або Verkehrsflughafen Niederrhein (IATA: NRN, ICAO: EDLV)) — аеропорт, розташований за 4 км на південь від Веце в районі Нижнього Рейну на захід Німеччини, федеральна земля Північний Рейн-Вестфалія. Аеропорт розташований за 7 км на північ до містечка Кевелар, за 33 км південного-сходу від міста Неймеген, Нідерланди, за 48 км північного-сходу від Дуйсбурга. Аеропорт створений на колишній військовій авіабазі, RAF Laarbruch. Як цивільний аеропорт розпочав свою діяльність в 2003 році.
Є хабом для:
- Ryanair

Назву аеропорту змінювали декілька разів. Оператори аеропорту початково хотіли назвати його на честь міста Дюссельдорфа, проте значна відстань (бл. 90 км) до міста, який в свою чергу вже мав три аеропорти, розташованих ближче, один из яких — міжнародний аеропорт Дюссельдорф, не дозволило його так назвати. Це було зроблено також, щоб не вводити в оману пасажирів. Тим не менше, авіакомпанії, які літають в цей аеропорт, а саме Ryanair, називають його «Dusseldorf (Weeze)». З аеропорту зручно добиратися до таких міст Нідерландів, як Венло, Неймеген, Арнем.
Із аеропорту до Дюссельдорфа курсують 9 прямих автобусів на день. Автобуси їздять також до Веце, Кевелара, Ессена (через Дуйсбург) і Кельна в Німеччині, а також щогодини до Венло, Неймегена й Арнема. З міст Кевелар і Веце до Дюссельдорфа можна дістатись поїздом.

## Авіалінії та напрямки на жовтень 2019
| Авіакомпанія | Пункт призначення |
| ------------ | --- |
| Ryanair      | Аліканте, Барі, Фару (завершення 6 січня 2020), Фес, Київ-Бориспіль (з 20 жовтня 2019), Львів, Малага, Марракеш, Надор, Палермо, Порту, Рабат, Стокгольм-Скавста, Таллінн, Салоніки, Валенсія Сезонний: Агадір, Анкона, Безьє, Кальярі, Ханья, Единбург, Жирона, Ібіца, Лондон-Станстед, Ужда, Пальма-де-Мальорка, Пескара, Піза, Рим-Чіампіно, Задар |